# Iván Caparrós Hernández
Iván Caparrós Hernández (València, País Valencià, 2 de maig de 1990) és un àrbitre de futbol valencià. Pertany al Comitè d'Àrbitres de la Comunitat Valenciana.

## Temporades
| Categoria          | País    | Anys              | Partits |
| ------------------ | ------- | ----------------- | ------- |
| Segona Divisió "B" | Espanya | 2014 - 2021       | 92      |
| Segona Divisió     | Espanya | 2021 - Actualitat | 0       |